# Luftflotte 6
Luftflotte 6 (Flotta aerea 6) è stata una delle divisioni primarie della Luftwaffe tedesca nella seconda guerra mondiale. È stata costituita il 5 maggio 1943 da Luftwaffenkommando Ost nella Russia centrale (Smolensk). Le unità della Luftwaffe 6 sono state distaccate in Bielorussia, Polonia orientale, Prussia orientale, Ucraina, Slovacchia e nelle terre occupate dalla Russia per il supporto aereo delle forze dell'Asse nel settore; con uffici di comando a Pryluky e in Bielorussia.

## Ricognizione strategica
- Pugnalata/FAGr.2 (Baranovichi)
- 1. (D)/11 (Baranovichi)
- 1. (F)/14 (Baranovichi)
- NSt.4 (Bobruisk)

## Bombardieri (medi/pesanti)
- 14. (Eis)/KG.3 (Puchivichi)
- Pugnalata/KG.1 Hindenburg (Prohwehren)
- II. /KG.1 Hindenburg (Prohwehren)

## Ricognizione strategica
- 1(F)/100 (Pinsk)

## Ricognizione tattica
- Pugnalata/NAGr.4 (Biała Podlaska)
- 3/NAGr.4 (Kobryn)
- 12/NAGr.4 (Brest-Litovsk)

## Bombardieri (medi)
- 10. (Kroat) KG.3 (Smolensk)
- Pugnalata/KG.4 (Białystok)
- II. /KG.4 (Baranovichi)
- III. /KG.4 (Baranovichi)
- Pugnalata/KG.27 (Krosno)
- I./KG.27 (Krosno)
- II. /KG.27 (Krosno)
- III. /KG.27 (Mielec)
- Pugnalata. /KG.53 (Radom)
- I./KG.53 (Radom)
- II. /KG.53 (Piastov)
- III. /KG.53 (Radom)
- Pugnalata. /KG.55 (Dęblin - Irena)
- I./KG.55 (Dęblin- Ułęż)
- II. /KG.55 (Dęblin-Irena)
- III. /KG.55 (Groyek)

## 1. Fliegerdivision (1ª Divisione Aerea) Orscha

### Ricognizione tattica
- Pugnalata/NAGr.10 (Toloschin)
- 2/NAGr.4 (Orscha)
- 13/NaGr.14 (Toloschin)

### Supporto tattico
- III. /S. G.77 (Smolensk)
- I.(Kroat)ST. G. 1 (Eichwalde)

### Attacco aereo terrestre
- I/SG.1 (Toloschin)
- II/SG.1 (Vinla)
- 10(Pz)/SG.1 (Boyari)
- 10(Pz)/SG.3 (Toloschin)
- Pugnalata/SG.9 (Schippenbeil)
- Pugnalata/SG.10 (Dokudovo)
- III/SG.10 (Dokudovo)

## Fliegerführer 1 (Direttore di volo 1) Minsk

### Ricognizione tattica
- 12. /NAGr.12 (Mogilev)
- 2. /NAGr.5 (Budslav)
- 4. /NAGr.31 (Budslav)

### Attacco terrestre notturno
- Pugnalata/NSGr.2 (Lida)
- 1. /NSGr.2 (Bobruisk)
- 3. /NSGr.2 (Lida)
- 4. /NSGr.2 (Mogilev)
- 1. Ostfl. St.(Russische) (Minsk)
- 1/NSGr.1 (Kovno)
- 2/NSGr.1 (Kovno)
- Pugnalata I./Eins. gr. fl. Sch. div. (Borisov)
- Russo Lehr Fl. div. (Borisov)
- 2/Eins. gr. fl. Sch div. (Borisov)
- 3/Eins. gr. fl. Sch. div. (Borisov)
- 1/Eins. gr. fl. Sch. div. (Dubinskaja)

## Jagdabschnittfuhrer 6 (Direzione combattente 6) Pryluky

### Combattenti
- I.Stab/JG.51 (Orscha)
- II. Pugnalata. /JG.51 (Orscha)
- I/JG.51 (Orscha)
- III. /JG.51 (Bobruisk)
- IV. /JG.51 (Mogilev)
- III. /JG.11 (Dokudovo)

### Combattenti notturni
- I.Stab/NJG.100 (Baranovichi)
- 1. /NJG.100 (Baranovichi)
- 1. /NJG.100 (Biala-Podlaska)
- 1. /NJG.100 (staccare) (Baranovichi)
- 1. /NJG.100 (Stacca) (Dokudovo)
- 3. /NJG.100 (Radom)
- 3. /NJG.100 (Dokudovo)
- 4. /NJG.100 (Puchivichi)

## Jagdabschnittfuhrer Ostpreussen (Direzione caccia nella Prussia orientale) Powunden

### Combattenti
- Pugnalata/JG.52 (Königsberg)
- I./JG.52 (stacca) (Königsberg)
- II. /JG.52(Stacca) (Königsberg)

### Combattenti notturni
- II. /NJG.100 (Powunden)
- II. /NJG.100 (Stacca) (Eichwalde)
- II. /NJG.100 (Stacca) (Prohwehren)

## Unità di trasporto speciali della Luftwaffe (1944-45)
Questa unità aveva sede a Muhldorf, in Baviera, che comprendeva anche elicotteri tra cui:
- Focke-Achgelis Fa 223 Drachen
- Flettner FL 265
- Flettner 282B Kolibri

Per le operazioni sul fronte occidentale e orientale, gli aeroporti in Francia (ovest) e Prussia orientale hanno intrapreso alcune delle rotte speciali, trasporto di personale, salvataggio di personale ferito, osservazione/pattugliamento aereo e altre missioni simili negli ultimi giorni del secondo conflitto mondiale.
- Transportstaffeln 40 (zona est)

## Ufficiali in comando

Bandiera per il capo di una Luftflotte

- Generalfeldmarschall Robert Ritter von Greim, 5 maggio 1943-24 aprile 1945
- Generaloberst Otto Deßloch, 27 aprile 1945-8 maggio 1945

### Capo dello staff
- Il maggiore generale Friedrich Kless, 11 maggio 1943 - 8 maggio 1945